# سینما مهتاب گرگان
سینما مهتاب گرگان که در خیابان پاسداران (بین کاخ و شهرداری) رو به روی سینما بهمن قرار داشت، در اواخر دهه ۶۰ تعطیل و سپس به خاطر عدم مقاومت ریاست اسبق بنیاد شهید (که سینما در تملکش بود) و شهردار سابق گرگان، ساختمانش در اختیار اداره زندانها قرار گرفت و تبدیل به زندان شد. سینما مهتاب پس از تبدیل به زندان شدن و انتقال زندان از گرگان هنوز در تملک اداره کل زندان‌های استان گلستان است.